# Sanmiguelia
Sanmiguelia (Sanmiguelia lewisi) is een geslacht van uitgestorven planten, dat leefde in het Boven Trias (ongeveer 215 miljoen jaar geleden), waarvan de overblijfselen zijn gevonden in Noord-Amerika (Colorado en Texas). Het wordt beschouwd als een van de oudste angiospermen (bloemplanten).

## Beschrijving
De bladeren van deze plant leken op die van de huidige palmen en hadden vier orden van parallelle aderen. Deze bladeren waren elliptisch en geplooid en bereikten een lengte van veertig centimeter en een breedte van vijfentwintig centimeter en waren vertakt vanaf de bovenkant van de stengel.

## Classificatie
De vroegste fossielen van deze plant werden gevonden in Colorado en bestonden uit bladfragmenten. Extra fossielen uit Texas hebben een meer gedetailleerde reconstructie van de plant mogelijk gemaakt: stengel, wortels, wortelstokken, bladeren en voortplantingsorganen zijn vergelijkbaar met die van angiospermen of bloemplanten. Volgens Cornet (1986) zou deze plant een meer primitieve angiosperm van magnolia's vertegenwoordigen en dicht bij de monocotyledon/dicotyledon-tak staan. Andere mogelijke overblijfselen van primitieve bloeiende planten, in de vorm van fruitbomen, zijn gevonden in Virginia. De veronderstelling dat bloeiende planten zich ontwikkelden tijdens het Krijt (ongeveer 120 miljoen jaar geleden) zou daarom onjuist zijn. Recente studies brengen de datering van de eerste angiospermen naar 174 miljoen jaar geleden, daterend uit het Nanjinganthus dendrostyla-fossiel dat in China wordt gevonden.